# ردلند (فلوریدا)
ردلند (به انگلیسی: Redland) یک منطقهٔ مسکونی در ایالات متحده آمریکا است که در شهرستان میامی-دید، فلوریدا واقع شده‌است. ردلند ۲٫۱۳ متر بالاتر از سطح دریا قرار دارد.